# Wenzhu
Wenzhu (kinesiska: 文竹镇, 文竹) är en köping i Kina. Den ligger i den autonoma regionen Guangxi, i den södra delen av landet, omkring 290 kilometer nordost om regionhuvudstaden Nanning. Antalet invånare är 8755. Befolkningen består av 4 302 kvinnor och 4 453 män. Barn under 15 år utgör 17,0 %, vuxna 15-64 år 70 %, och äldre över 65 år 12,0 %.
Genomsnittlig årsnederbörd är 2 375 millimeter. Den regnigaste månaden är juni, med i genomsnitt 483 mm nederbörd, och den torraste är oktober, med 44 mm nederbörd.